# Anna May Wong
Anna May Wong, nata Wong Liu-tsong (黃柳霜, Huáng Liǔshuāng) (Los Angeles, 3 gennaio 1905 – Santa Monica, 2 febbraio 1961), è stata un'attrice statunitense.
È stata la prima star del cinema sino-americana, e la prima asiatico-americana a diventare una celebrità internazionale. La sua carriera lunga e variegata ha attraversato sia il cinema muto sia quello sonoro, la televisione, il teatro e la radio.

## Carriera

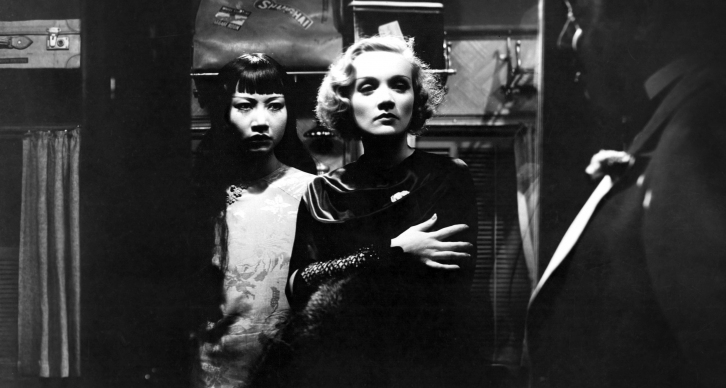
Anna May Wong con Marlene Dietrich in Shanghai Express (1932)

Secondogenita degli 8 figli di Lee Gon Toy e Wong Sam Sing, californiani di origini cinesi proprietari di una lavanderia, nacque nei pressi di Chinatown, celebre quartiere di Los Angeles. Si appassionò al cinema e iniziò a recitare in giovanissima età. Durante l'era del cinema muto ebbe il ruolo di protagonista in Fior di loto (1922), uno dei primissimi film realizzati a colori, e una parte importante ne Il ladro di Bagdad (1924) con Douglas Fairbanks. Grazie a queste interpretazioni Wong divenne un'icona di stile e ottenne popolarità in tutto il mondo.

Tuttavia, l'attrice restava confinata in ruoli stereotipati di secondo piano che interpretava con riluttanza, mentre Hollywood continuava ad assegnare quelli principali ad attrici pesantemente truccate da orientali. Verso la fine degli anni venti partì per l'Europa, dove le furono affidati ruoli di grande importanza, fra cui nel film Piccadilly (1929), mentre l'anno successivo fu la protagonista del suo primo film parlato, girato contemporaneamente in tre versioni: inglese The Flame of Love, francese L'Amour maître des choses e tedesca Hai-Tang, riuscendo a padroneggiare benissimo i tre idiomi. Il film ebbe però solo critiche negative.

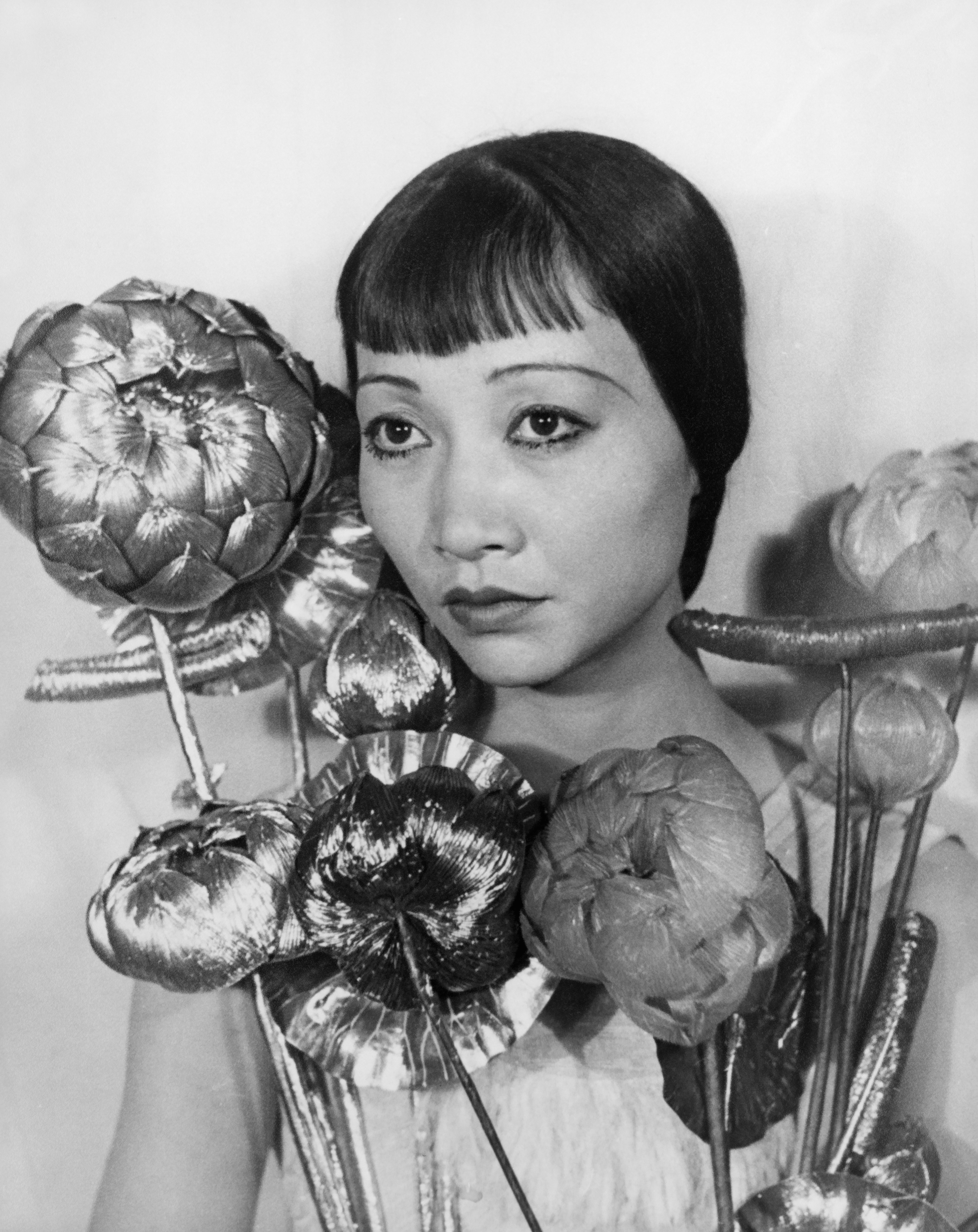
Anna May Wong nel 1935

La Wong passò la prima metà degli anni trenta viaggiando fra gli Stati Uniti e l'Europa. Apparve in alcuni film degli inizi del sonoro, come La figlia di Fu Manchu (1931) e Shanghai Express (1932) di Josef von Sternberg, accanto a Marlene Dietrich. Nonostante ottenesse ruoli importanti, il suo compenso non era però elevato quanto quello di altri attori che comparivano anche solo pochi minuti sullo schermo. Nel 1935 dovette affrontare la delusione più grande della sua carriera quando la Metro-Goldwyn-Mayer rifiutò di prenderla in considerazione per il ruolo principale in La buona terra, tratto dall'omonimo romanzo di Pearl S. Buck, scegliendo al suo posto, come protagonista, l'attrice tedesca Luise Rainer, che verrà premiata con l'Oscar. La Wong trascorse l'anno seguente viaggiando in Cina, visitando i luoghi delle sue origini e studiando la cultura cinese.
Alla fine degli anni trenta comparve in numerosi B movie della Paramount Pictures, dando al personaggio della cinese-americana una caratterizzazione positiva, rispetto agli standard. Prestò meno attenzione alla propria carriera di attrice durante gli anni della seconda guerra mondiale, dedicando invece le proprie energie e le proprie risorse finanziarie al sostegno della causa cinese contro il Giappone. Ritornò sotto i riflettori negli anni cinquanta, con numerose apparizioni televisive, oltre che nella sua serie The Gallery of Madame Liu-Tsong del 1951, il primo programma della televisione statunitense ad avere come star una donna di origine asiatica. Dopo un'apparizione nel film Ritratto in nero (1960), Anna Wong aveva intenzione di ritornare al cinema con Fior di loto, quando morì per un attacco cardiaco, nel 1961, all'età di cinquantasei anni.
Per decenni dopo la sua morte, Anna Wong fu ricordata principalmente per i personaggi stereotipati che nell'immaginario cinematografico sono legati alla figura della donna orientale. La sua vita e la sua carriera furono rivalutati in occasione del centenario della sua nascita in tre principali opere letterarie e rassegne cinematografiche. L'interesse per la storia della sua vita continuò e un'altra biografia, Shining Star: The Anna May Wong Story, fu pubblicata nel 2009.
Compare tra i personaggi della miniserie Hollywood (2020), interpretata dall'attrice taiwanese Michelle Krusiec.

## Filmografia parziale

### Cinema
- La lanterna rossa (The Red Lantern), regia di Albert Capellani (1919)
- Il fuorilegge (Outside the Law), regia di Tod Browning (1920)
- The First Born, regia di Colin Campbell (1921)
- Bits of Life, regia di Marshall Neilan (1921)
- Shame, regia di Emmett J. Flynn (1921)
- Fior di loto (The Toll of the Sea), regia di Chester M. Franklin (1922)
- Drifting, regia di Tod Browning (1923)
- Alba tonante (Thundering Dawn), regia di Harry Garson (1923)
- Peter Pan, regia di Herbert Brenon (1924)
- Gli avventurieri dell'Alaska (The Alaskan), regia di Herbert Brenon (1924)
- Il ladro di Bagdad (The Thief of Bagdad), regia di Raoul Walsh (1924)
- Quinta Strada (Fifth Avenue), regia di Robert G. Vignola (1926)
- Mister Wu (Mr. Wu), regia di William Nigh (1927)
- The Chinese Parrot, regia di Paul Leni (1927)
- La danzatrice degli dei (The Devil Dancer), regia di Fred Niblo (1927)
- Streets of Shanghai, regia di Louis J. Gasnier (1927)
- La schiava di Singapore (The Crimson City), regia di Archie Mayo (1928)
- Chinatown Charlie, regia di Charles Hines (1928)
- Piccadilly, regia di (non accreditato) Ewald André Dupont (1929)
- La figlia di Fu Manchu (Daughter of the Dragon), regia di Lloyd Corrigan (1931)
- Shanghai Express, regia di Josef von Sternberg (1932)
- A Study in Scarlet, regia di Edwin L. Marin (1933)
- Chu Chin Chow, regia di Walter Forde (1934)
- Quartiere cinese (Limehouse Blues), regia di Alexander Hall (1934)
- La figlia di Shanghai (Daughter of Shanghai), regia di Robert Florey (1937)
- La dama di Chung-King (Lady from Chungking), regia di William Nigh (1942)
- Il mistero di Burma (Bombs Over Burma), regia di Joseph H. Lewis (1942)
- Ho ritrovato la vita (Impact), regia di Arthur Lubin (1949)
- Ritratto in nero (Portrait in Black), regia di Michael Gordon (1960)

### Televisione
- Climax! – serie TV, episodi 3x07-4x26 (1956-1958)
- Avventure in paradiso (Adventures in Paradise) – serie TV, episodio 1x07 (1959)

## Doppiatrici italiane
- Wanda Tettoni in Shanghai Express, Ritratto in nero
- Tina Lattanzi in Chu Chin Chow
- Renata Marini in La dama di Chung-King